# Trsteno, Dubrovnik
Trsteno (latin: Cannosa, dalmatiska: Canait) är en ort i Kroatien. Orten har 222 invånare (2011) och ingår administrativt i Dubrovniks stadskommun.  
Trsteno är beläget vid Adriatiska havet, nordväst om Dubrovnik. I Trsteno ligger bland annat Trsteno arboretum som har varit inspelningsplats för den prisbelönta amerikanska TV-serien Game of Thrones som sändes åren 2011–2019.